# Jean Reno

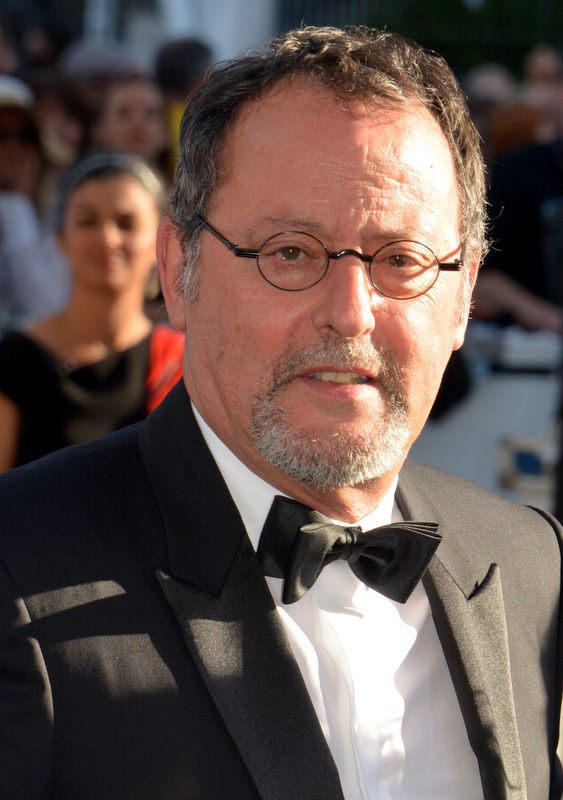
Jean Reno (2016)

Jean Reno (* 30. Juli 1948 als Juan Moreno y Herrera Jiménez in Casablanca, Marokko) ist ein französischer Schauspieler.

## Leben
Jean Reno wurde am 30. Juli 1948 als Sohn eines aus Sanlúcar de Barrameda stammenden Arbeiters und einer aus Jerez de la Frontera stammenden Schneiderin, die vor dem Franquismus aus Spanien zunächst nach Marokko fliehen konnten, als Juan Moreno y Herrera Jiménez in Casablanca geboren. Im Alter von zwölf Jahren wurde er von seiner Familie für zwei Jahre auf eine Schule in Montpellier geschickt. In Marokko besuchte er daraufhin eine Schauspielschule.
Im Alter von 19 Jahren wurde er in die französische Armee eingezogen, nachdem seine Eltern die französische Staatsangehörigkeit erhalten hatten. Während seines Wehrdienstes war er in Wittlich stationiert, wo er ein wenig Deutsch lernte. Nach dem Ende seines Militärdienstes zog er zu einem Freund nach Paris, wo er sich mit Gelegenheitsjobs und gelegentlichen Theater- und Fernsehauftritten über Wasser hielt. 1979 erhielt er erstmals eine winzige Nebenrolle in einer großen Filmproduktion (in Constantin Costa-Gavras’ Die Liebe einer Frau mit Yves Montand und Romy Schneider). Es folgten weitere Kurzauftritte (Die Spaziergängerin von Sans-Souci, Unsere Geschichte). Von nun an konzentrierte er sich vollends auf seine Schauspielkarriere und tourte mit Didier Flamands Theatergruppe durch Europa.
Im Jahr 1981 freundete er sich mit dem Regisseur Luc Besson an und erhielt erst kleine (in Subway) und bald größere Rollen in dessen Filmen. Der internationale Durchbruch erfolgte 1988 mit Bessons Im Rausch der Tiefe (Le Grand Bleu). Für seine Darstellung des Apnoetauchers Enzo Molinari wurde er mit einer Nominierung für den Filmpreis César als Bester Nebendarsteller bedacht.
Im selben Jahr trennte er sich von seiner ersten Frau, Geneviève, mit der er zwei Kinder hat.
In seinem nächsten Film mit Besson, dem düsteren Thriller Nikita (1990), tauchte er in einer Nebenrolle als abgebrühter Auftragskiller Victor auf und legte damit einen Grundstein für seine spätere Hauptrolle in Bessons Léon – Der Profi, in dem er diese Figur verfeinerte. Besson förderte Renos Karriere, von der sonst kein Regisseur Notiz nahm.
Im Jahr 1993 wechselte er jedoch das Genre und spielte neben Christian Clavier die zweite Hauptrolle in der Zeitreise-Komödie Die Besucher. Der Film wurde mit über 13 Millionen Besuchern zu einem der größten Kinoerfolge in Frankreich.
In seinem Heimatland war Jean Reno bereits ein Star, aber erst mit Léon – Der Profi wurde er auch international bekannt. An der Seite von Natalie Portman und als Gegenspieler von Gary Oldman spielte er den wortkargen und zurückgezogen lebenden Auftragskiller Léon, der im Verlauf des Films zum Ersatzvater und Beschützer der verwaisten Mathilda reift.
Es folgen Rollenangebote aus Hollywood, und Reno übernahm von nun an größere Rollen in US-amerikanischen Filmen (z. B. Mission: Impossible an der Seite von Tom Cruise), kehrte aber regelmäßig zu französischen Filmen zurück. So spielte er zum Beispiel 2000 sowohl im Thriller Die purpurnen Flüsse als auch in der französischen Fortsetzung zu Die Besucher (Die Zeitritter) mit. In einem Interview im Jahre 2000 betonte er seine „Strategie“, für jeden Hollywood-Film einen französischen Film zu machen.
Ein Merkmal seiner Darstellung introvertierter Figuren umschreibt er wie folgt: „Ich lasse immer einen kleinen Raum zwischen den Gefühlen. Darin können dann Zwischentöne entstehen.“

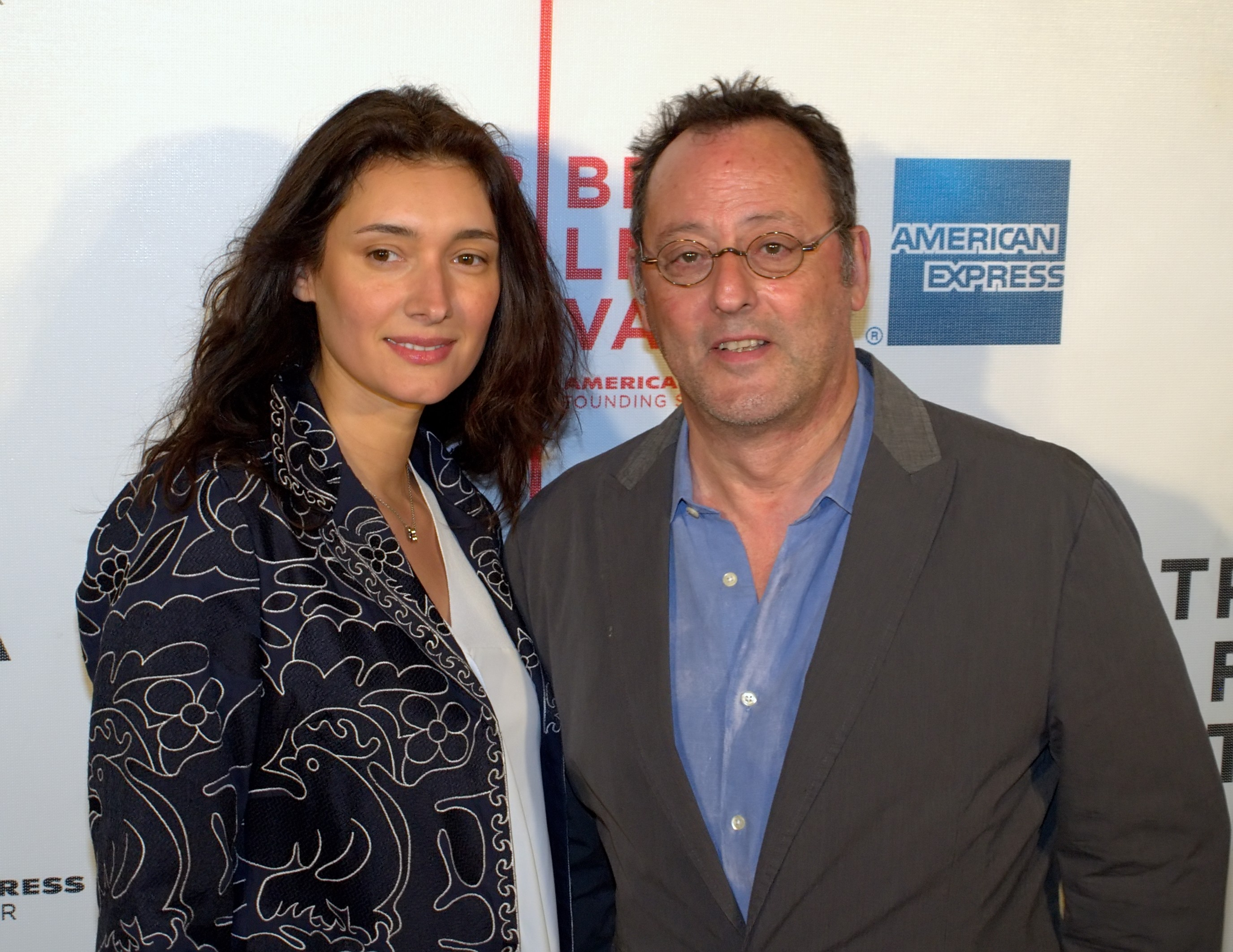
Jean Reno mit seiner dritten Ehefrau Zofia Borucka (2010)

Im November 1999 wurde er für seine Verdienste um den französischen Film von Frankreichs Staatspräsident Jacques Chirac zum Ritter der Ehrenlegion ernannt. 2004 erfolgte die Ernennung zum Offizier der Ehrenlegion.
Reno war in zweiter Ehe ab 1996 mit dem Model Nathalie Dyszkiewicz verheiratet. Aus dieser Ehe gingen zwei Kinder hervor. Reno lebt abwechselnd in Paris und Los Angeles.
Für seine dritte Eheschließung am 29. Juli 2006 in Les Baux-de-Provence mit dem 23 Jahre jüngeren, schauspielernden Model Zofia Borucka hatte er sich prominente Trauzeugen ausgesucht, den damaligen Innenminister und späteren Staatspräsidenten Frankreichs, Nicolas Sarkozy sowie den Sänger Johnny Hallyday. Mit Zofia wurde Reno Vater von zwei weiteren Söhnen.
Neben Französisch spricht er noch Spanisch, Englisch und Italienisch sowie Arabisch.
Im Deutschen wurde Reno von 1994 bis 2020, bis auf wenige Ausnahmen, von Joachim Kerzel synchronisiert.

## Filmografie
- 1979: L’Hypothèse du tableau volé
- 1979: Die Liebe einer Frau (Clair de femme)
- 1981: Les Bidasses aux grandes manœuvres
- 1982: Die Spaziergängerin von Sans-Souci (La passante du Sans-Souci)
- 1982: Der letzte Kampf (Le dernier combat)
- 1984: Geschichte eines Lächelns (Notre histoire)
- 1985: Subway
- 1985: Streng persönlich (Strictement personnel)
- 1986: I love you
- 1986: Death Town (Zone rouge)
- 1989: Im Rausch der Tiefe (Le grand bleu)
- 1990: Nikita
- 1991: Operation Corned Beef (L’opération corned beef)
- 1991: Dead Face – Fäuste der Gewalt (L’homme au masque d’or)
- 1993: Die Besucher (Les visiteurs)
- 1993: Preis der Freundschaft (Flight from Justice)
- 1993: La vis
- 1993: Paranoïa (Kurzfilm)
- 1994: Léon – Der Profi (Léon)
- 1995: Zwei Irre und ein Schwein (Les truffes)
- 1995: Jenseits der Wolken (Par-delà les nuages)
- 1995: French Kiss
- 1996: Mission: Impossible
- 1996: Jaguar (Le jaguar)
- 1997: Rosanna’s letzter Wille (Roseanna’s Grave)
- 1997: Der Hexenclub von Bayonne (Un amour de sorcière)
- 1998: Die Zeitritter – Auf der Suche nach dem heiligen Zahn (Les visiteurs 2 – Les couloirs du temps)
- 1998: Godzilla
- 1998: Ronin
- 2000: Die purpurnen Flüsse (Les rivières pourpres)
- 2001: Wasabi – Ein Bulle in Japan (Wasabi)
- 2001: Just Visiting – Mit Vollgas in die Zukunft (Just Visiting)
- 2002: Jet Lag – Oder wo die Liebe hinfliegt (Décalage horaire)
- 2002: Rollerball
- 2003: Ruby & Quentin – Der Killer und die Klette (Tais-toi!)
- 2004: Die purpurnen Flüsse 2 – Die Engel der Apokalypse (Les rivières pourpres 2 – Les anges de l’apocalypse)
- 2004: Hotel Ruanda (Hotel Rwanda)
- 2004: Willkommen bei den Korsen (L’Enquête Corse)
- 2005: Der Tiger und der Schnee (La Tigre e la Neve)
- 2005: Das Imperium der Wölfe (L’Empire des loups)
- 2006: Der rosarote Panther (The Pink Panther)
- 2006: The Da Vinci Code – Sakrileg (The Da Vinci Code)
- 2006: Flutsch und weg (Flushed Away, Stimme von Le Frog)
- 2006: Flyboys – Helden der Lüfte (Flyboys)
- 2008: Ca$h
- 2009: Der rosarote Panther 2 (The Pink Panther 2)
- 2009: Inside Ring (Le premier cercle)
- 2009: All Inclusive (Couples Retreat)
- 2009: Armored
- 2010: 22 Bullets (L’immortel)
- 2010: Die Kinder von Paris (La rafle)
- 2011: Zum Glück bleibt es in der Familie (On ne choisit pas sa famille)
- 2012: Kochen ist Chefsache (Comme un chef)
- 2012: Die Vollpfosten – Never change a losing team (Les seigneurs) (Cameo-Auftritt)
- 2012: Alex Cross
- 2013: The Cop – Crime Scene Paris (Jo, Fernsehserie, 8 Episoden)
- 2014: Ein Sommer in der Provence (Avis de mistral)
- 2014: Hectors Reise oder die Suche nach dem Glück (Hector and the Search for Happiness)
- 2015: Antigang – Im Schatten des Verbrechens (Antigang)
- 2016: Wie Brüder im Wind (Brothers of the Wind)
- 2016: Die Besucher – Sturm auf die Bastille (Les Visiteurs – La Révolution)
- 2016: The Promise – Die Erinnerung bleibt (The Promise)
- 2016: The Last Face
- 2017: The Adventurers
- 2017: Der Meisterdieb und seine Schätze (Mes trésors)
- 2017: Der Nebelmann (La ragazza nella nebbia)
- 2019: Renault 4 (4 latas)
- 2019: Cold Blood Legacy (Cold Blood Legacy : La Mémoire du sang)
- 2020: Da 5 Bloods
- 2020: The Last Journey (Le Dernier Voyage de Paul W.R.)
- 2020: Banden von Marseille (Bronx)
- 2020: Call My Agent! (Dix pour cent, Fernsehserie, eine Episode)
- 2020: The Doorman – Tödlicher Empfang (The Doorman)
- 2020: Die Hart (Fernsehserie, 5 Episoden)
- 2022: Wer hat Sara ermordet? (¿Quién mató a Sara?)
- 2022: Marina und die Mörder (Un asunto privado, Fernsehserie)
- 2024: Lift
- 2024: Die Werwölfe von Düsterwald (Loups-garous)
- 2024: My Penguin Friend

## Auszeichnungen
Europäischer Filmpreis
- 2000 ausgezeichnet für Herausragende Leistung eines Europäers im Weltkino

DIVA-Award
- 1999

César
- 1989 Nominierung als bester Nebendarsteller für Im Rausch der Tiefe
- 1994 Nominierung als bester Hauptdarsteller für Die Besucher
- 1995 Nominierung als bester Hauptdarsteller für Léon – Der Profi

## Spiele
- 2004 – Onimusha 3: Demon Siege (PlayStation 2, Computerspiel), Rolle als Jacques Blanc